# New Carrollton (stacja metra)
Landover – stacja końcowa linii pomarańczowej metra waszyngtońskiego. Znajduje się w New Carrollton w stanie Maryland. Przystanek został otwarty 17 listopada 1978 roku.